# Alfonso Sansone
Alfonso Sansone (Palermo, 2 agosto 1924 – Roma, 19 agosto 2015) è stato un produttore cinematografico italiano.

## Biografia
Dopo la seconda guerra mondiale fondò, con il fratello Agostino, la cooperativa "Sperimental Film" con la quale produssero molti documentari negli anni cinquanta, tra cui Immagini popolari sacre e profane, diretto da Mario Verdone.
Tramite Francesco Maselli conobbe Henryk Chroscicki, e insieme costituirono la società ATC con la quale noleggiavano mezzi tecnici alle produzioni cinematografiche. Successivamente costituirono la "Sancro Film" e iniziarono a produrre film. Sansone aiutò Marco Ferreri a esordire e insieme a Giuliani G. De Negri produsse il film L'oro di Roma di Carlo Lizzani. Rilevò anche il film dei Taviani, Un uomo da bruciare, rimasto sospeso, permettendo ai due registi di terminarlo.
Come distributore portò in Italia i documentari di Éric Rohmer, Werner Herzog, Rainer Werner Fassbinder e altri autori. L'ultimo film che ha realizzato come produttore è stato Giorni felici a Clichy di Claude Chabrol.

## Curiosità
La madre di Alfonso Sansone era una discendente di Giuseppe Balsamo, meglio conosciuto come Cagliostro. 
Nel 2014 è stato realizzato un documentario sulla sua vita intitolato Alfonso Sansone produttore per caso, diretto da Claudio Costa.

## Filmografia
- Immagini popolari siciliane sacre, regia di Mario Verdone – documentario (1954)
- L'oro di Roma, regia di Carlo Lizzani (1961)
- Un uomo da bruciare, regia di Valentino Orsini, Paolo e Vittorio Taviani (1962)
- Una storia moderna: l'ape regina, regia di Marco Ferreri (1963)
- Il magnifico cornuto, regia di Antonio Pietrangeli (1964)
- L'ultimo gladiatore, regia di Umberto Lenzi (1964)
- Marcia nuziale, regia di Marco Ferreri (1965)
- Una moglie americana, regia di Ugo Tognazzi (1965)
- America paese di Dio, regia di Luigi Vanzi (1966)
- Come imparai ad amare le donne, regia di Luciano Salce (1966)
- Da uomo a uomo, regia di Giulio Petroni (1967)
- I giorni dell'ira, regia di Tonino Valerii (1967)
- Il fischio al naso, regia di Ugo Tognazzi (1967)
- L'harem, regia di Marco Ferreri (1967)
- Al di là della legge, regia di Giorgio Stegani (1968)
- Commandos, regia di Armando Crispino (1968)
- Michele Strogoff, corriere dello zar (Der Kurier des Zaren), regia di Eriprando Visconti (1970)
- L'amante dell'Orsa Maggiore, regia di Valentino Orsini (1971)
- Il grande duello, regia di Giancarlo Santi (1972)
- L'attentato, regia di Yves Boisset (1972)
- Si può fare... amigo, regia di Maurizio Lucidi (1972)
- Una ragione per vivere e una per morire, regia di Tonino Valerii (1972)
- Il grande duello, regia di Giancarlo Santi (1972)
- Fischia il sesso, regia di Gian Luigi Polidoro (1974)
- Giorni felici a Clichy, regia di Claude Chabrol (1990)